# Třída Colorado
Třída Colorado byla třída bitevních lodí US Navy, které se účastnily druhé světové války. Z plánovaných jednotek USS Colorado, USS Maryland, USS West Virginia a USS Washington, byly dokončeny pouze první tři. Byly to typické americké bitevní lodě té doby – robustní, silně vyzbrojené, dobře pancéřované, ale relativně pomalé.
West Virginia a Maryland se nacházely v Pearl Harboru při japonském útoku. První loď byla potopena a po vyzvednutí výrazně modernizována, druhá byla poškozena. I Maryland a Colorado byly za války, byť v menším rozsahu, modernizovány. Všechny tři lodě pak operovaly v Tichomoří, zejména při podpoře obojživelných operací. Maryland a West Virginia bojovaly v posledním střetnutí bitevních lodí v bitvě v úžině Surigao. Po válce lodi strávily řadu let v rezervě a na konci 50. let byly prodány k sešrotování.

## Stavba

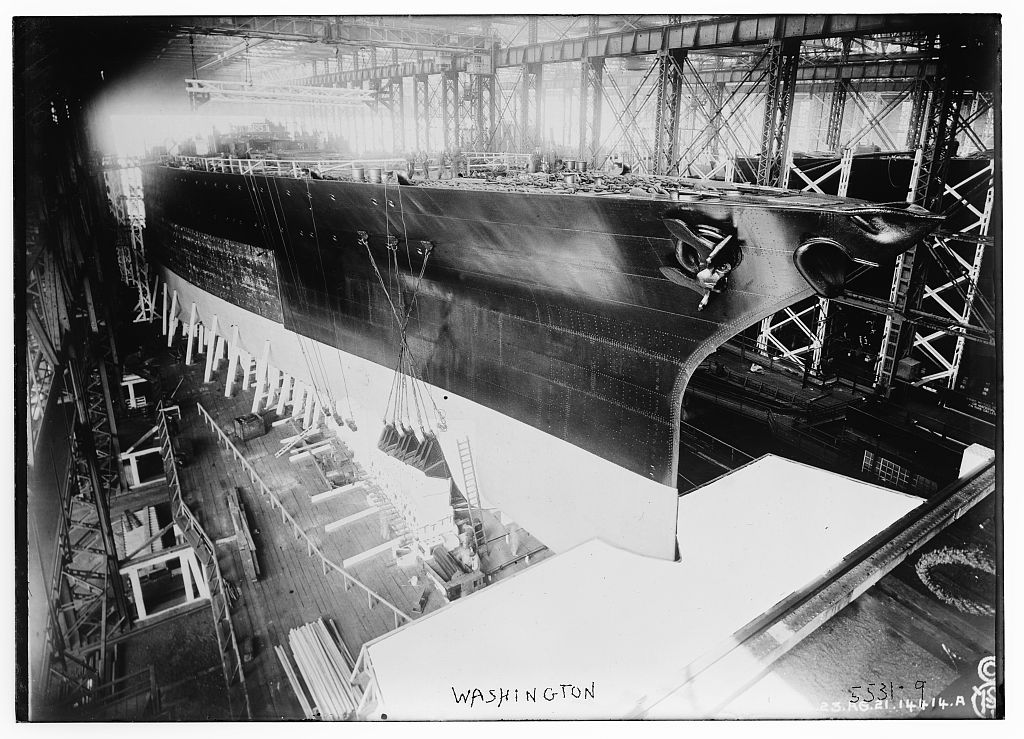
Trup USS Washington ještě před spuštěním na vodu, přibližně rok 1921

Všechny čtyři lodě byly Kongresem objednány v roce 1916 (pro rozpočtový rok 1917) a jejich stavba byla součástí rozsáhlého programu, který měl Americké námořnictvo posílit o 10 bitevních lodí a šest bitevních křižníků. Stavba probíhala v loděnicích na východním pobřeží USA, jejich stavbu ale zdržela první světová válka a tak byly spuštěny na vodu teprve v letech 1920–1921 a dokončeny v letech 1921–1923. Byly to poslední americké bitevní lodě, které byly dokončeny před Washingtonskou konferencí. Na konferenci se USA zavázaly k sešrotování 11 bitevních lodí a bitevních křižníků k nimž patřil i Washington (další dvě lodě byly přestavěny na letadlové) – její trup byl v roce 1924 prodán k sešrotování. Konference také na řadu let utlumila stavbu lodí této kategorie takže nová třída North Carolina na ně navázala bezmála o dvacet let později.

## Konstrukce
Třída Colorado konstrukčně navázala na předchozí třídu Tennessee, změnila se však její výzbroj. Čtrnáctipalcové kanóny použité u třídy Tennessee nahradily kanóny šestnáctipalcové (406 mm). Těch lodě nesly osm kusů ve čtyřech dvoudělových věžích. Sekundární výzbroj tvořily 127mm kanóny, umístěné v kasematech. Modernizace, provedená ve 30. letech se omezila pouze na posílení protiletadlové výzbroje a vylepšení systému řízení palby.

## Operační nasazení

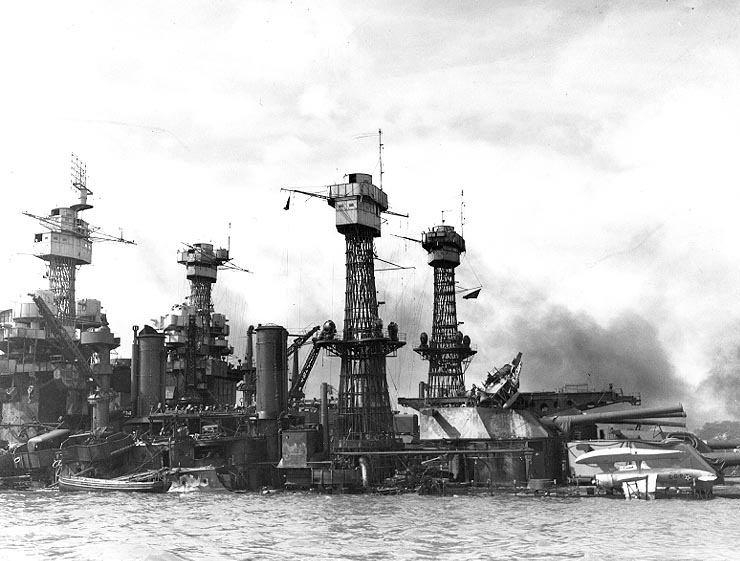
West Virginia po útoku na Pearl Harbor

Maryland a West Virginia zastihl japonský útok dne 7. prosince 1941 na základnu Pearl Harbor. West Virginia byla při náletu potopena, po vyzvednutí byla výrazně modernizována a od svých sesterských lodí se pak vizuálně lišila. Byl u ní rozšířen trup, oba mřížové stěžně byly demontovány a nástavba upravena. Dvojici komínů nahradil jeden. Instalován byl dále nový systém řízení palby, byla zesílena protiletadlová výzbroj a původní 127mm kanóny v kasematech nahradilo šestnáct 127mm kanónů v osmi dvoudělových věžích.
Poškozený Maryland byl opraven a prošel podobnou modernizací jako Colorado – zejména šlo o vylepšení protitorpédové ochrany a protiletadlové výzbroje (až čtyřicet kusů 40mm kanónů a padesát kusů ráže 20 mm). Dále z nich byl odstraněn zadní stožár a z dělových věží demontovány katapulty.
Všechny tři jednotky po modernizaci sloužily zejména při podpoře spojeneckých obojživelných operací v Pacifiku. Maryland a West Virginia také bojovaly v historicky posledním střetnutí bitevních lodí – bitvě v úžině Surigao dne 25. října 1944, ve které byl zničen Nišimurův Jižní svaz, skládající se z bitevních lodí Jamaširo, Fusó, těžkého křižníku Mogami a torpédoborců Mičišio, Asagumo, Jamagumo a Šigure.

## Poválečná služba

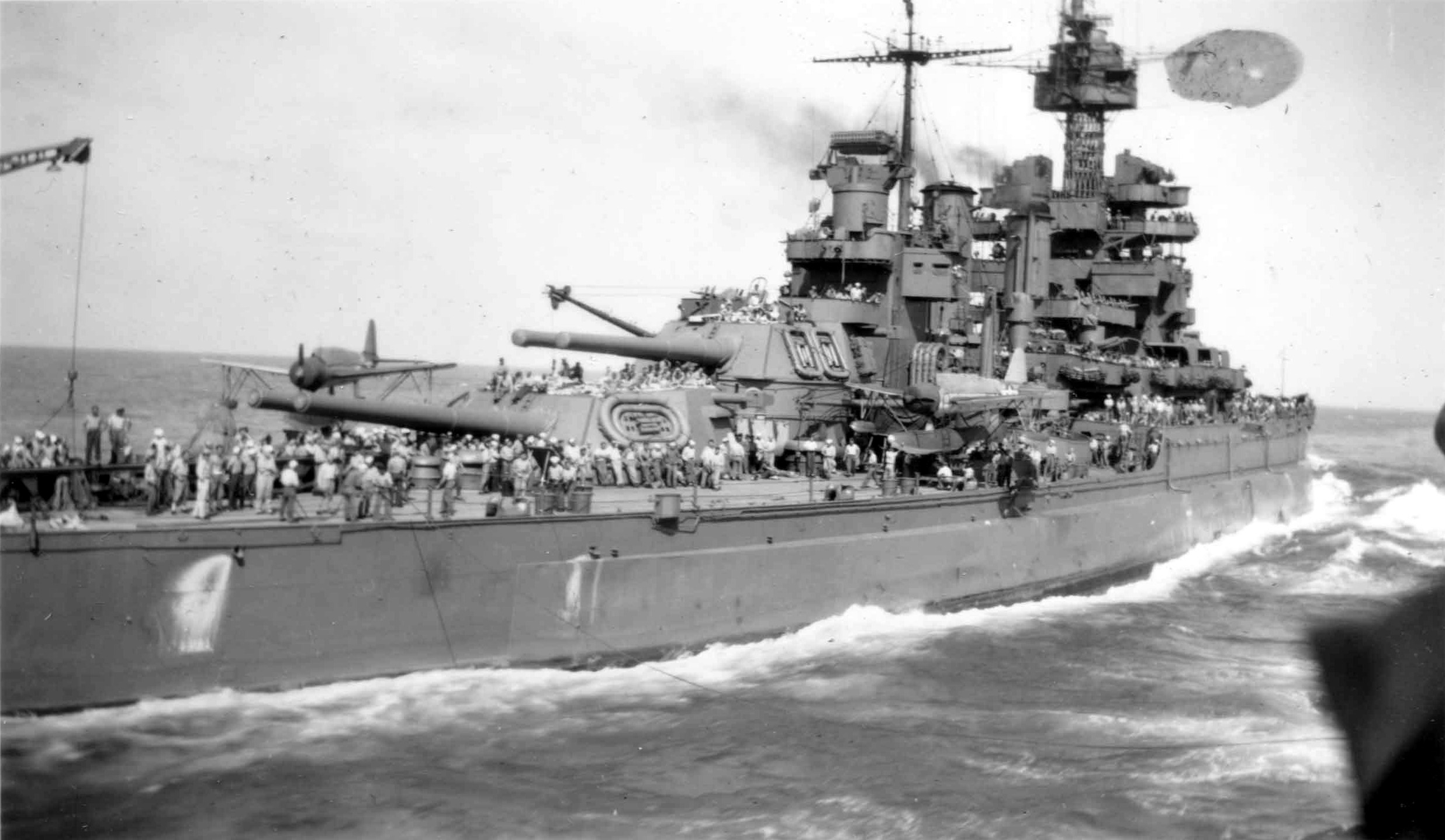
Maryland v roce 1945

Všechny tři jednotky se dočkaly konce války. Krátce poté byly převedeny do rezervy, ve které zůstaly do roku 1959, kdy byly prodány k sešrotování.